# Пикколомини

Герб рода Пикколомини D'argent, à la croix d'azur, chargée de cinq croissants d'or

Пикколомини (итал. Piccolomini) — благородное итальянское семейство, имевшее большое влияние в Сиене начиная с XIII века.
В 1220 году Энгельберто д’Уго Пикколомини получил от императора Фридриха II владение Монтертари в Валь д’Орче, близ города Сиена, в награду за службу. В самой Сиене семейство владело домами и башнями, а также замками на территории Сиенской республики. Благодаря торговле Пикколомини приобрели огромные богатства и имели свои конторы в Генуе, Венеции, Аквилее, Триесте, а также в различных городах Франции и Германии.
Пикколомини поддерживали политическое течение гвельфов в конфликте, разрывавшем Сиену, и дважды изгонялись из города гибеллинами. Хотя при поддержке Карла Анжуйского Пикколомини смогли вернуться в Сиену и сохранили свои замки, дворцы и обширные земельные владения, они утратили своё коммерческое влияние, которое перешло к флорентийцам.
Многие представители рода Пикколомини добивались успеха на церковной, военной и государственной службе, в том числе двое, Энеа Сильвио Пикколомини (Пий II) и Франческо Нанни Пикколомини (Пий III), стали римскими папами.

## Известные представители рода
- Энеа Сильвио Пикколомини (1405—1464) — папа римский Пий II, сын Сильвио Пикколомини и Виттории Фортегуерри.

- Якопо Пикколомини-Амманнати (1422–1479) – кардинал
- Франческо Нанни Пикколомини (1439—1503) — папа римский Пий III
- Джакомо Пикколомини (1422—1479) — кардинал.
- Антонио Пикколомини, первый герцог Амальфи (ум. в 1493), племянник папы Пия II и брат папы Пия III
- Альфонсо I Пикколомини, герцог Амальфи (ум. в 1498), сын Антонио и герцог с 1493, незадачливый муж Джованны д'Арагона, герцогини Амальфи, внучки короля Неаполя Фердинанда I. Он был убит в 1498 году. История его вдовы драматизирована в пьесе Джона Вебстера "Герцогиня Мальфи".
- Агостино Пикколомини (1435—1496) — епископ и папский церемонимейстер
- Джованни Пикколомини (1475—1537) — папский легат, архиепископ Сиены (1503-1529), кардинал-священник (1517-1524), кардинал-епископ (1524-1537), избранный папой Львом X из дома Медичи
- Джироламо Пикколомини (старший), епископ Пьенцы (1498-1510) и епископ Монтальчино (1498-1510), избранный папой Александром VI из дома Борджиа
- Алессандро Пикколомини (1508—1578) — астроном, писатель, драматург
- Джироламо Пикколомини (младший), епископ Пьенцы (1510-1535) и епископ Монтальчино (1510-1528), избранный папой Юлием II из дома делла Ровере, покровитель Микеланджело.
- Алессандро Пикколомини, епископ Пьенцы (1535-1563) и епископ Монтальчино (1528-1554), избранный папой Климентом VII из дома Медичи.
- Асканио I Пикколомини (ум. в 1597), архиепископ Сиены с 1588, служил папе Григорию XIII, который ввел в действие григорианский календарь
- Франческо Пикколомини (1582—1651) — генерал общества иезуитов.
- Асканио II Пикколомини (1590-1671), архиепископ Сиены с 1629, покровитель итальянского астронома Галилео Галилея Галилея
- Оттавио Пикколомини (1599—1656) — генерал-фельдмаршал Священной Римской империи. Женат на Марии Бенигне Франциске Саксен-Лауэнбургской, дочери герцога Юлиуса Генриха Саксен-Лауэнбургского. Герцог Амальфи с 1639 года.
- Альфонсо Пикколомини, герцог ди Монтемарчано (ок. 1550—1591) — кондотьер и знаменитый разбойник.
- Энеа Сильвио Пикколомини (ок. 1640-1689), имперский генерал времен Великой турецкой войны, служил в Габсбургской армии Леопольда I, императора Священной Римской империи